# Paweł Lisowski
Paweł Lisowski (ur. 8 października 1991 w Szczecinie) – polski piłkarz grający na pozycji pomocnika.
W sezonie 2011/2012 z Ruchem Chorzów zdobył wicemistrzostwo Polski i grał w finale Pucharu Polski.